# Festungswerkmeister
Festungswerkmeister war ein unterhalb der Offiziere der Wehrmacht angesiedelter Dienstgrad der Festungspioniere der Wehrmacht.
Ein Festungswerkmeister bzw. Festungsoberwerkmeister war Vorgesetzter der technischen Besatzung (= Bedienung und Instandhaltung der Maschinen) eines Panzerwerks der Ausbaustärke „B“ des Westwalls bzw. Atlantikwalls. Die Festungswerkmeister ergänzten sich aus den Festungspionierfeldwebeln. Die neue Gruppe der Festungswerkmeister wurde 1938 in die ein Jahr zuvor geschaffene Rangklasse der Hufbeschlaglehrmeister eingereiht, die oberhalb der Rangklasse der Unteroffiziere mit Portepee stand.

## Dienstgradabzeichen und Waffenfarbe
Die Festungswerkmeister und Festungsoberwerkmeister trugen zunächst die Schulterklappen der Feldwebel bzw. Oberfeldwebel. Die Waffenfarbe war das „Hochrot“ der „Festungs-Baupioniertruppe“.
Ab Januar 1939 erfolgte die Einführung geflochtener Schulterstücke. Diese ähnelten in der Machart dem von den Heeresmusikmeistern bis 1938 getragenen Modell. Das Geflecht bestand jedoch aus kunstseidener schwarzer Kantschnur, die mittlere der drei Schnüre war indes weiß. In der Mitte des Schulterstücks steckte das Laufbahnabzeichen aus Weißmetall. Die Festungswerkmeister ohne Rangstern, Festungsoberwerkmeister einen Aluminium-Rangstern unterhalb des Laufbahnabzeichens. Das Geflecht ruhte auf einer schwarzen Tuchunterlage.
Mit Verfügung vom 7. Mai 1942 wurden Schulterstücke „neuer Probe“ eingeführt. Das genaue Aussehen war darin nicht definiert, ist aber anhand von Original-Exemplaren zu rekonstruieren. Das Geflecht war nun hochorangefarben, die Mittelschnur bestand aus Aluminium. Die schwarze Tuchunterlage wie bisher. Festungswerkmeister nun einen Stern, Festungsoberwerkmeister zwei Sterne, unter- und oberhalb des Laufbahnabzeichens.
Mit der oben genannten Verfügung erhielten auch die Hufbeschlaglehrmeister Schulterstücke „neuer Probe“ und gleicher Machart, jedoch von vermutlich goldgelber Farbe mit weißer Mittelschnur.
| Dienstgrad                |                                              |                                |
| niedriger: Stabsfeldwebel | Festungswerkmeister (Hufbeschlaglehrmeister) | höher: Festungsoberwerkmeister |

## Laufbahnabzeichen
Das Laufbahnabzeichen der Festungswerkmeister änderte wiederholt Form und Trageweise. Zunächst war es ein goldgesticktes Zahnrad auf einem Kreis aus Abzeichentuch, zu tragen auf dem rechten Unterarm. Nach Wegfall der bisherigen Feldwebel-/Oberfeldwebel-Schulterklappen, im Januar 1939, wanderte das Zahnrad in die Mitte der neu eingeführten Schulterstücke, war nun aber aus Weißmetall. Das Zahnrad entfiel im Juni 1939, an seine Stelle traten die Buchstaben „FP“ in gotischer Schrift, wie für die Offiziere des Festungspionierkorps. Die Buchstaben allerdings nicht goldfarben, sondern aus Weißmetall. Dazu war auf dem rechten Unterarm wieder das Zahnrad als Laufbahnabzeichen zu tragen.